# Got-Gal
Tanya O'Donnel, alias Got-Gal, es la heroína pornográfica protagonista de varias historietas dibujadas por Mr. X desde 2000 e ideada inicialmente por P. Maso. Pertenece o se acerca tanto al subgénero BDSM como al de ficción científica y sus aventuras han sido publicadas en Superheroinecentral.com y después en Dangerbabecentral.com.
Bajo su personalidad secreta, Got-Gal trabaja como reportera en la televisión local de Ciudad Delta, pero como superheroína pertenece a un tipo de mujeres ficticias llamadas afroditas que disfrutan de unas cualidades físicas superiores a la media humana. Además, cuando está muy cerca de una misteriosa esmeralda, recibe superpoderes que incluyen la capacidad de volar y gran celeridad en la autoregeneración corporal. Por contra es muy vulnerable frente a los narcóticos y su voluntad se reduce con determinadas prácticas sexuales y maternales. Con dichas fortalezas y debilidades luchado junto a varias superheroínas entre las que destaca su cámara Anita Jackson, quien también se transforma en Got-Chic. Sus enemigos imaginados por Mr. X son muy variados, destacando una negrera y genetista oriental llamada Dragon Queen que desea producir y vender una nueva especie mutante de supersoldados engendrados por sus víctimas.
El atractivo sexual del cómic se basa en aspectos como el arte digital, la seducción provocada por las mujeres con cierta jerarquía, la vestimenta con toques fetichistas o de BDSM, el voluptuoso cuerpo de la protagonista y los apareamientos con mutantes muy parecidos a hombres-peces, gusanos, insectos y arácnidos; seres vivos que arrancan fobias instintivas en los humanos.
Got-Gal resulta poco usual en el mundo pornográfico, sobre todo estadounidense, por no muestra una opción sexual clara, no disfrutar con la violencia ni mostrar indicios de ninfomamía. Este tipo de personajes ha recibido duras críticas desde varios sectores, indicando que dichas representaciones presentran un supuesto deseo de las mujeres por sufrir violencia física, lo que las convertiría en objeto de uso. Pero también autoras de distintas esferas han defendido estas expresiones indicando que la violencia en el sexo se da también en el mundo real y eliminarla sería un acto de hipocresía, además existen grupos de hombres y también de mujeres que demandan literatura con violencia en el sexo.

## El personaje
En la primera historieta, The Perverted Adventures of Got-Gal, los textos fueron obra de P. Mason, para ser dibujada digitalmente por el artista que firma bajo el seudónimo Mr. X. A excepción de dicho título, ha sido únicamente Mr. X quien aparece como autor de los distintos webcomics, Según este último, todas estas fantasías provienen de tebeos y series televisivas existentes en los años setenta y ochenta. Sin embargo, ni Tanya O'Donnel ni Got-Gal son fácilmente identificables con personajes de dichos medios, ni por su atuendo, ni por sus actitudes; al contrario que Ms. Americana o Sara Kraft.

### La personalidad

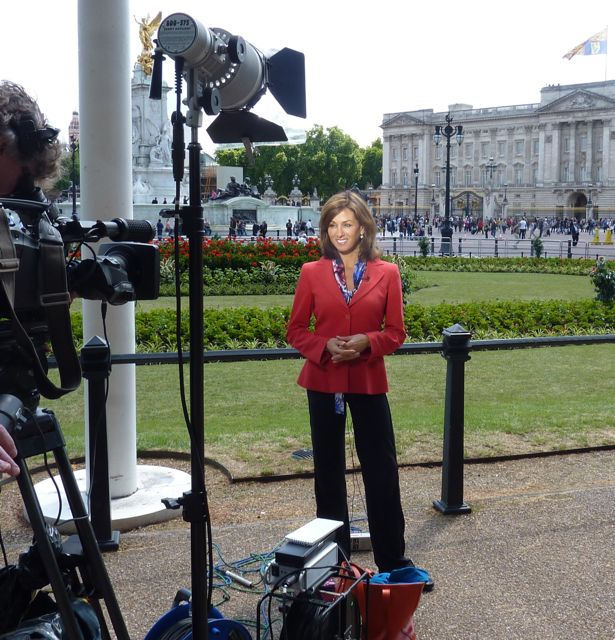
Janet Shamlian frente al Palacio de Buckingham en 2011, trabajos como estos son los realizados por Tanya O'Donnel.

Tanya O'Donnel, alias Got-Gal, es una periodista de la cadena INN News, para la que realiza las funciones de presentadora y reportera. Cubre la sección de sucesos acaecidos en Ciudad Delta, especialmente la preocupante oleada de violaciones a mujeres por criaturas no bien conocidas.
A la edad de 30 años recibió de un desconocido una herencia: la esmeralda mágica que incrementa las cualidades físicas de quien la posea. Hasta el punto de convertir a Tanya O'Donnel en una super-mujer, capaz de tumbar a un enemigo mucho más alto y pesado con una sola patada. Además, dicho talismán confería la capacidad de volar. Tanya sólo debe invocar los poderes de la piedra para que su vestimenta desaparezca y sea sustituida por otra, en un proceso que guarda ciertas similitudes con el experimentado por Thor (Marvel Comics) en su primera etapa, quien se transformaba de una forma similar utilizando un palo.
Desde la primera transformación, la mujer que se llamaría Got-Gal decidió combatir el crimen para impedir que más congéneres suyas fuesen violadas, arriesgando incluso su vida y su integridad física. Una opción vital, la de poner en peligro tanto la vida como la salud, asumida en ocasiones por algunas profesionales de la información.
Como se ha indicado, el autor afirma parodiar a personajes de cómics y televisión aparecidos en los años 70 y 80, en este caso, la biografía y algún detalle más en su indumentaria recuerdan algo a Clark Kent, pero la personalidad de Tanya es muy diferente a la del periodista del Daily Planet, este sí tímido y apocado en apariencia pese a ser un profesional de valía. La srta. O'Donnel, por su parte, aparece como una mujer de fuerte personalidad, huyendo del típico rostro hermoso y gran busto, que luce sin complejos aun a riesgo de distraer a su ayudante masculino. En su faceta de reportera, Tanya muestra decisión al formular preguntas difíciles a los responsables políticos, poniéndolos en serios aprietos frente a las cámaras.
Al contrario que otras heroínas más o menos solitarias del mismo autor, Omega Woman por ejemplo, Got-Gal cuenta con una compañera que la sigue y ayuda: Anita Jackson, alias Got-Chic. La srta. Jackson es estudiante y también cámara de la INN. Cubre las noticias con Tanya O'Donnel, pero un día esta le dio un pedazo de la esmeralda mágica y con él sus mismos poderes, pero de menor potencia debido al menor tamaño de dicho pedazo. Desde 2004 comparte con su jefa el trabajo, la lucha contra todo tipo de criaturas y las mismas vejatorias consecuencias tras las derrotas.
Como heroína muestra la misma personalidad férrea que trabajando, pese a existir discrepancias, caso de la psicóloga Pilar Muñoz, para quienes personajes así no son fuertes de personalidad, sino basura. Got-Gal nunca vacila en su empeño de proteger a las mujeres de su ciudad, pero es una mujer dispuesta a pagar por las consecuencias de sus derrotas, algo a lo que no se muestra tan proclive su adlátere y ayudante Got-Chic. incluso le recuerda eso a su compañera cuando Got-Chic siente reparos o miedo tras tantas vejaciones.

### La indumentaria de Got-Gal

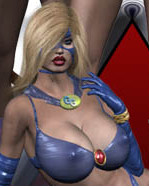
Got-Gal mostrando parte de su indumentaria, en este caso, de color azul. En el cuello se aprecia el collar de sumisión y entre sus pechos la esmeralda, fuente de su poder.

Pese a existir en el mundo del cómic personajes femeninos bastante desvestidos, como Namora o Lady Dorma,, no llegan al extremo de Got-Gal. Esto es debido, en la ficción, a los efectos secundarios de la esmeralda. Estos hacen que la mujer pierda pudor y acorte progresivamente su vestimenta con el tiempo, hasta ser la más reducida de todas las heroínas del sitio Web, tanto o incluso más que Ms. Americana.
El uniforme se compone de un bikini con tanga, su antifaz, guantes largos, capa y zapatos de tacón altos, estos últimos en algunas imágenes son sustituidos por sandalias. Todas estas prendas al principio de su carrera como heroína eran blancas, para pasar a ser azules dos años después, pese a que dicho cambio también se produce a lo largo de una misma novela gráfica. Por lo tanto, puede ser un tejido que va modificando su color para retomarlo después por sí mismo, similar a la máscara de Rorcharch en Watchmen. Al contrario que otras heroínas de Mr. X como Ms. Americana o Sara Kraft, esta escasa indumentaria no hace fácilmente identificable a Got-Gal con alguna creación de Marvel o de DC Comics. En el caso de la primera editorial, un personaje que también viste capa, botas y bikini puede ser Jennifer Kate,. Sin embargo, una de las pocas que usa tanga bajo sus pantalones es Laura Dean, de los Alpha Flight. Pese a todo, quizá la vestimenta más parecida la luzca Emma Frost, por lo reducido de la misma y su color blanco, pero no lleva capa ni zapatos de tacón.
Partes destacadas de su vestimenta son, por distintas circunstancias:
- El collar de sumisión:[6] es un detalle representativo del subgénero pornográfico al que pertenece, o se acerca. Algo parecido también lucen otras heroínas del mismo artista como Power Lass, Green Specter o Specter Girl, pero Got-Gal y Got-Chic son las únicas que incorporan la correspondiente anilla.
- El antifaz: como muchas y muchos protagonistas de las dos multinacionales de la historiera, varias creaciones de Mr. X portan antifaz. Se trata de una pequeña prenda que tapa el contorno de los ojos y la frente, pero que logra volver a Got-Gal irreconocible para los ciudadanos de Ciudad Delta, poniendo a salvo su personalidad secreta.[n. 6]
- El sostén: es quizá la pieza más importante, porque alberga la esmeralda, origen de los superpoderes.[6] Como en el caso de Ms. Americana con su cinturón, si dicha joya es apartada varios centímetros de su cuerpo, aquellos desaparecen o quedan reducidos a los de cualquier afrodita. Por este motivo, tanto ella como Got-Chic llevan su piedra "en la mitad de su pecho",[26] pese a ser una prenda fácilmente desabrochable por sus enemigos.[27]
- Los zapatos de tacón alto: no la dotan de ningún poder ni habilidad especial, pero la confieren un toque de fetichismo, según Álvarez et al. (2003, p. 30)
- Sus gafas: son uno de los pocos elementos parecidos a Clark Kent. Cuando Got-Gal toma el rol de presentadora en la INN luce unas gafas grandes y redondas, muy parecidas a las usadas por la estrella del Daily Planet, inspiradas a su vez en el cómico de cine mudo Harold Lloyd.[28]

Todas las piezas de su atuendo no las lleva oculta, bajo su camisa y minifalda usa ropa interior, al contrario que Superman   o Spider-Man; sino que aparece intencionadamente tras pronunciar unas palabras,  recordando al superhéroe Thor de su primera época. Así, su ropa de trabajo no constituyendo una preocupación, como le sucede al Hombre Araña,
Aunque no lo afirman los texto, parece que un efecto secundario de llevar consigo la piedra preciosa son los cambios corporales. Al principio de su carrera como luchadora contra mutantes, Got-Gal era más baja, pesaba menos y tenía menos pecho que dos años después, ver más adelante. Bien es verdad que, pasado un tiempo, su busto parece regresar al tamaño inicial.

## Poderes y debilidades

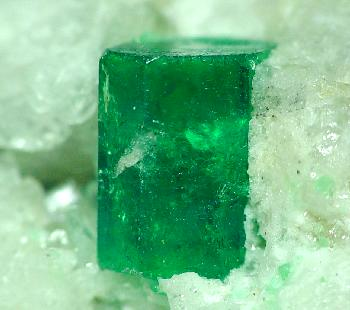
Una esmeralda es de un color verde inconfundible.

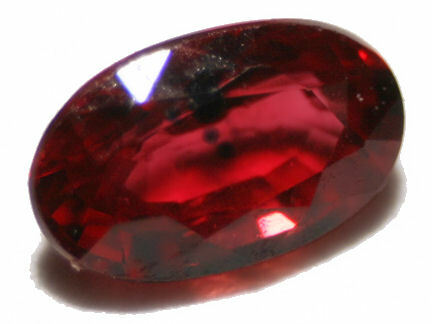
Rubí tallado. La piedra representada por Mr. X es más parecida a un rubí.

La señorita O'Donnel forma parte de las ya mencionadas afroditas. Como tal posee ciertas cualidades físicas incrementadas. Pese a ello, sus grandes poderes aparecieron al estar a unos 5 centímetros de la mencionada esmeralda, la cual le confiere super-resistencia, capacidad de volar y fuerza sobrehumana, hasta el punto de levantar muebles y arrojarlos con facilidad o tumbar a un rival más grande y pesado con un solo puñetazo.
Otro poder de gran importancia es su capacidad regenerativa corporal. Como puede sucederle a toda mujer cuando produce leche y es ordeñada de forma incorrecta, sus pechos se deforman, mucho más cuando los inseminoides le provocan una succión calificada de "monstruosa" por ella misma. Las caderas y el vientre de toda mujer también cambian después de la gestación y el parto. En este aspecto su joya devuelve dichas partes a su estado anterior, pese a que en la realidad dichos órganos solo son regenerables en parte y ello a través de mucho ejercicio.
Pero la esmeralda mágica genera efectos secundarios. Uno es el exhibicionismo progresivo: la portadora siente cada vez menos pudor y  poco a poco va acortando el tamaño de sus prendas. Al contrario que Omega Woman o Green Specter, quienes lucen camiseta o corpiño, Got-Gal apenas viste un bikini cuya parte inferior es un sencillo tanga. Tampoco calza botas, como las otras heroínas, sino zapatos de tacón alto y en ocasiones el autor la dibuja con sandalias. Un segundo efecto secundario es la temeridad: la esmeralda reduce progresivamente la percepción de peligro y su portadora cada vez asume más riesgos, hasta el punto de preferir ir sola en lugar de por parejas. Por último, parece que la joya aumenta la talla y el busto de la mujer. A los  treinta años la srta. O'Donnel medía menos de 1,76 cm, usaba la talla 100G de sostén.  pesaba 61 kilogramos. Dos años después era más esbelta, ya medía 1,82 cm, gastaba una 115DD y pesaba 62 kilos.
Al igual que otros caracteres del sitio Dangerbabecentral.com, Got-Gal es muy vulnerable a los narcóticos, especialmente al cloroformo. Con ellos la duermen sus enemigos para utilizarla sexualmente o conseguir que la gestación de las criaturas en su interior puede llegar a buen término. Algunos mutantes utilizan un "gas hipnótico" que anula por completo la voluntad de Tanya hasta convertirla en una sumisa esclava sexual.
Como cualquier afrodita, necesita muy poca estimulación para llegar al orgasmo, aun estando en situaciones peligrosas o críticas. Tras esta poderosa sensación pierde la concentración y el libre albedrío de forma progresiva, con lo que aumenta mucho su vulnerabilidad. Dicha vulnerabilidad crece si momentos antes ha sido ordeñada. Además esta última práctica aumenta la fertilidad de la heroína, al contrario que lo que sucede en la realidad, donde se ha comprobado que la lactancia puede inhibir la ovulación y, con ello, la fertilidad.

## Armas
Ninguna. Ni siquiera "un cinturón con algunos otros trucos útiles", como sería el caso de Spider-Man, o bandoleras con munición como usa Green Specter. Solo su agilidad, fuerza y determinación, al igual que las otras heroínas del mismo autor. Nuevamente, aparece el referente de Superman, pero también de muchos otros superhéroes que no se ayudan de ningún arma, ni ofensiva ni defensiva, como puede ser Batman, varios miembros de los X-Men o los Cuatro Fantásticos.
Lo que la confiere un carácter algo más único, es la no aparición de vehículos propios, pintados con sus colores o iniciales como el automóvil y la motocicleta empleados por Green Specter  o el deportivo de Ms. Americana. Ni tiene un cuartel o una guarida secreta a semejanza de la Batcueva, ambas posibilidades datadas de instalaciones y equipo informático para la localización de criminales, demás de cierto espacio para guardar e incluso reparar los vehículos, como serían los casos de las heroínas antes citadas. De la misma forma, prescinde de dispositivos electrónico que puedan ayudarla, caso del rastreador utilizado por Specter Girl.

## Aliados y enemigos

### Aliados y amistades

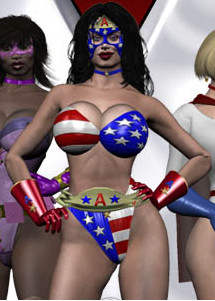
Ms Americana. Aliada ocasional de Got-Gal.

Tanya O'Donnel es una luchadora solidaria, pero no solitaria, razón por la cual permitió a su ayudante y primer fan, Anita Jackson, llegar a ser otra superheroína, tras descubrir que su talismán se podía dividir. Así entregó el 25% a la joven afroamericana y, con ello, su adlátere adquirió sus mismos poderes, pero en menor cuantía.
Sin llegar a una colaboración tan estrecha como la mantenida con Anita, también ha luchado en numerosas ocasiones junto a Ms. Americana. Comparte con esta heroína su misma determinación y cierto deseo lésbico apenas esbozado. Got-Gal se ha encontrado con Ms. Americana tanto por haber ido ella y su compañera en auxilio de la llamada Reina de la Justicia. como por haber venido esta para intentar rescatarlas. Otra protagonista que sí ha solicitado su ayuda es Omega Woman, quien conoce su identidad secreta, pero no la revela. También ha compartido aventuras y desventuras con Hexanna, una sacerdotisa brasileña que lucha contra los hombres-peces y otras criaturas creadas por Dragon Queen.
En el campo científico, un gran aliado del dúo femenino es el profesor Whirter, un experto mundial en mutantes que trabaja para conocer su origen, funciones y debilidades. El académico en ocasiones ha realizando experimentos peligrosos para su ayudante, la mujer a punto está de ser violada por una de las criaturas de no ser por la intervención de Got-Gal, pero es el creador de un pequeño dispositivo, que la mujer lleva en el cuello, para conseguir abortar las concepciones mutantes de forma instantánea, segura e indolora.  En ocasiones también debe hacer de médico en sus propias instalaciones, para librar a las superheroinas de una posible adicción a tantas drogas como las suministra,. y salir de sus instalaciones acompañando a varias afroditas.

### Enemigos humanos

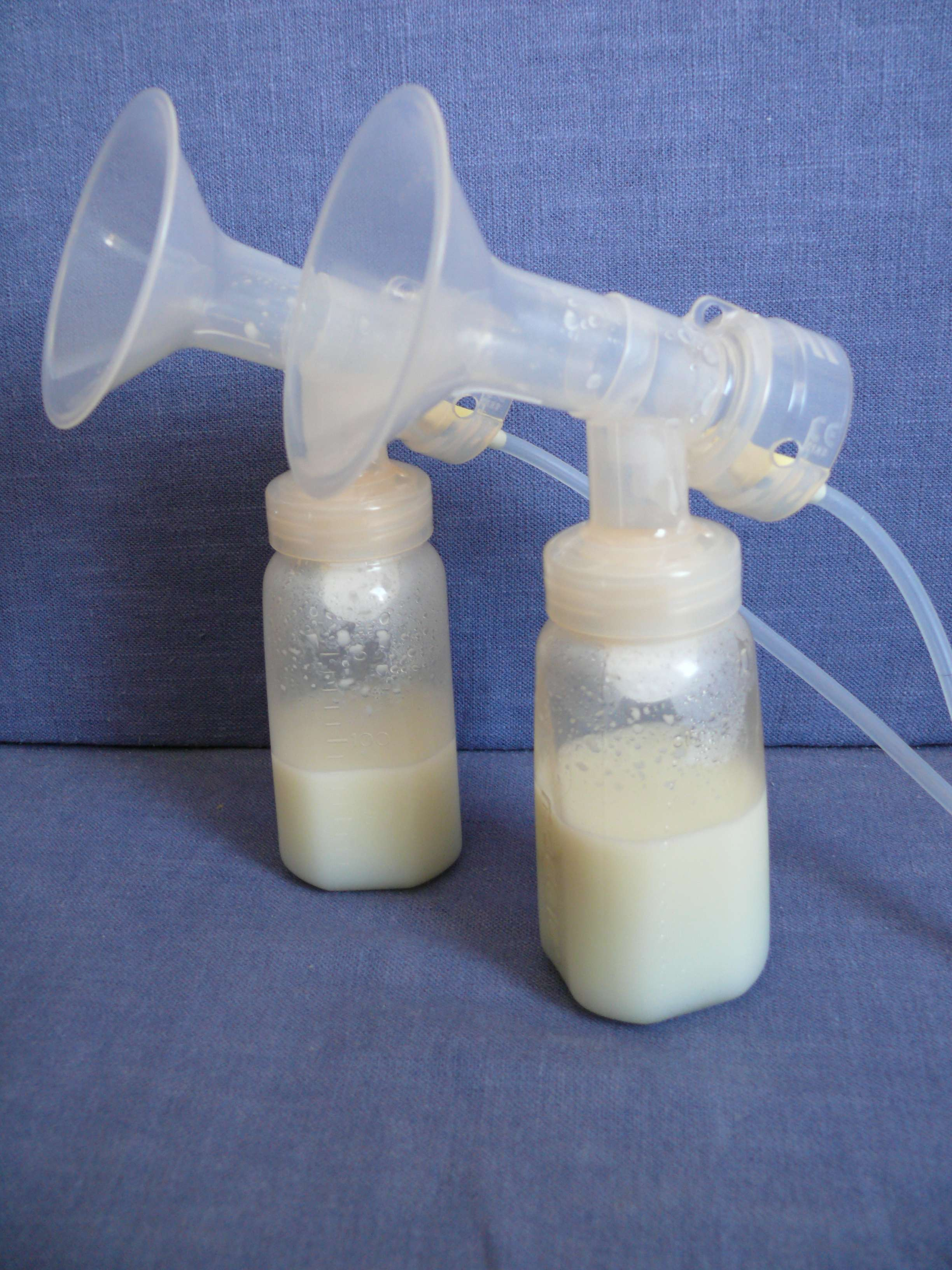
Bombas de succión similares a las empleadas con Got-Gal para vender su leche, muy apreciada en la ficción.

La superheroína ha luchado contra mujeres que desean vender su leche, brujas de distintos tipos y una extraña persona hermafrodita, vestida con un traje parecido al de Catwoman, quien posee un semen que supera varias veces la potencia del normal, como el de los mutantes.
Quizá la peor enemiga de Got-Gal y muchas otras afroditas sea Dragon Queen. Una rica y misterios genetista oriental, además de negrera, que trata de capturar a todas las supermujeres que puede, para continuar la procreación de mutantes con ellas, ordeñarlas y alimentar a los nuevos vástagos con la nutritiva leche obtenida, lo que ha logrado en tantas ocasiones que resulta mejor "no preguntar". Dragon Queen es una sádica que disfruta oyendo gritar a sus víctimas mientras las violan. Posee un pequeño ejército de ninjas y otros bandidos que capturan a futuras esclavas sexuales y superheroínas, además de ayudar en el proceso para producir su nueva especie de seres, fertilizando a las mujeres con todo tipo de monstruos. La villana planea vender dichos engendros entrenados como supersoldados e incrementar así su fortuna. Pese a todos sus recursos y poder, también ha sido violada en varias ocasiones por subordinados o aliados y preñada por sus propias criaturas, desencadenado tras la intervención Got-Gal. Para Dragon Queen capturar a la mujer que la venció y utilizarla como el mejor vientre para sus supersoldados se ha convertido en una obsesión.
Otro enemigo poderoso lo constituyen los miembros del Mayor espectáculo del mundo, unos criminales pervertidos a los que Green Specter y Specter Girl plantaron cara para después ser capturadas. En aquella ocasión Got-Gal intervino por petición de Omega Woman. Ambas lucharon juntas para detener al grupo de sádicos, tanto en las vejaciones que cometían, como en su pretensión de desemascaradas frente a las cámaras a las dos heroínas, retransmitiéndolo para toda la ciudad. Sin embargo, muchos de sus enemigos no son humanos. Al contrario que personajes como Lady Midnight o Green Specter, Got-Gal ha tenido que medirse más veces contra seres diabólicos o las creaciones de Dragon Queen.

### Enemigos no humanos

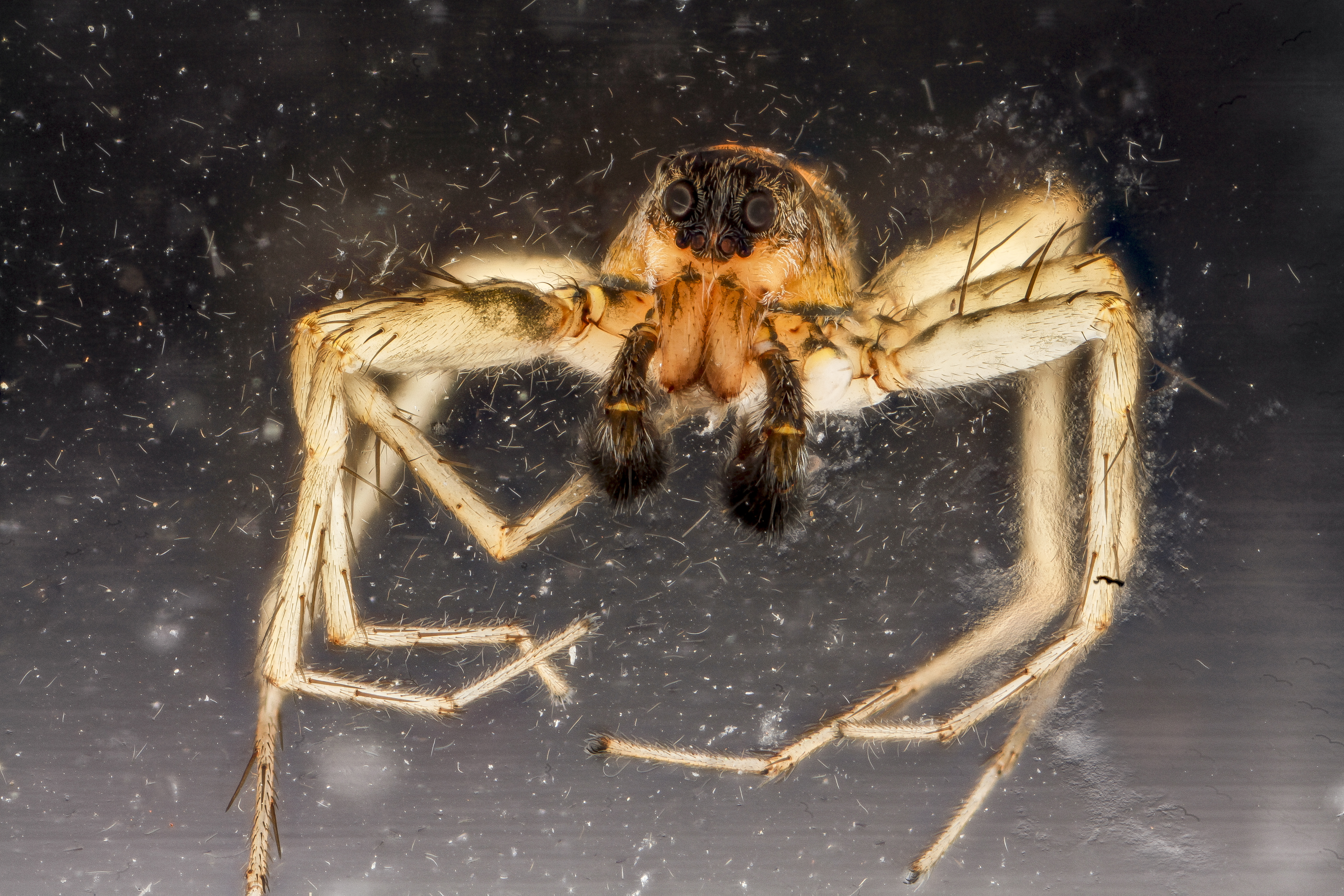
Seres como las araña, pero de tamaño humano son uno de los enemigos que debe combatir Got-Gal.

Un adversario es el ser procedente de Vega Warlock. El extraterrestre cuenta con capacidad para generar hologramas y poder desaparecer en su totalidad o en parte, confundiendo a sus enemigas sobre lo físico y lo virtual. Además utiliza una variedad de cloroformo que duerme y provoca orgasmos a las mujeres al mismo tiempo. Warlock no se conforma solo con derrotar y violar a sus víctimas, también las convierte, por la inhalación continuada de sus gases, en adictas al narcótico que utiliza.
Sin embargo, enemigos destacados son los insectoides e inseminoides. Como se ha indicado, los primeros parecen animales muy similares a los gusanos, los arácnidos o los insectos e incluso hombres-peces. Entre sus formas destacan: respecto al primer grupo, los mencionados gusanos gigantes, en el segundo están los similares a las arañas y a los escorpiones aunque casi tan grandes como un ser humanos y dotados de pene. Respecto a los que tienen forma de insectos pueden ser abejas o avispas, de gran o pequeño tamaño, pero también con prominentes falos.
Los inseminoides son plantas con largas extremidades móviles. En algunas ocasiones parecen amasijos de lianas, en otras son flores o algo parecido a flores gigantes, pero también pueden ser sacos con dos brazos succionadores, estas últimas no cuentan con glándulas segregadoras de gas narcótico. Independientemente de su forma, las inseminoides comparten la necesidad y la capacidad de ordeñar las tetas de sus víctimas y obtener leche, aunque las mujeres no hayan parido nunca. Esto es debido a la terrible succión a la que las someten.
Por su parte, los mutantes también adquieren formas variadas. Están desde las demoníacas de gran tamaño,, como anfibios, llamados hombres-peces, de una talla y un porte superior a la media humana y de un aspecto parecido a los aparecidos en La isla de los hombres peces. hasta los pequeños y verdes, o, por último, con ciertas similitudes a la primera forma del alien aparecido en la película homónima dirigida por Ridley Scott. Pero el parecido no se limita solo a esta clase. Todos los monstruos, independientemente de su naturaleza, siguen un proceder parecido al del octavo pasajero, el cual necesita de algún anfitrión para desarrollar un nuevo espécimen que, a las pocas horas, ya es capaz de salir para deambular solo, sin demandar muchos recursos del cuerpo donde se alberga, siguiendo la idea creada por Bob O'Bannon.

## Atractivo sexual del cómic

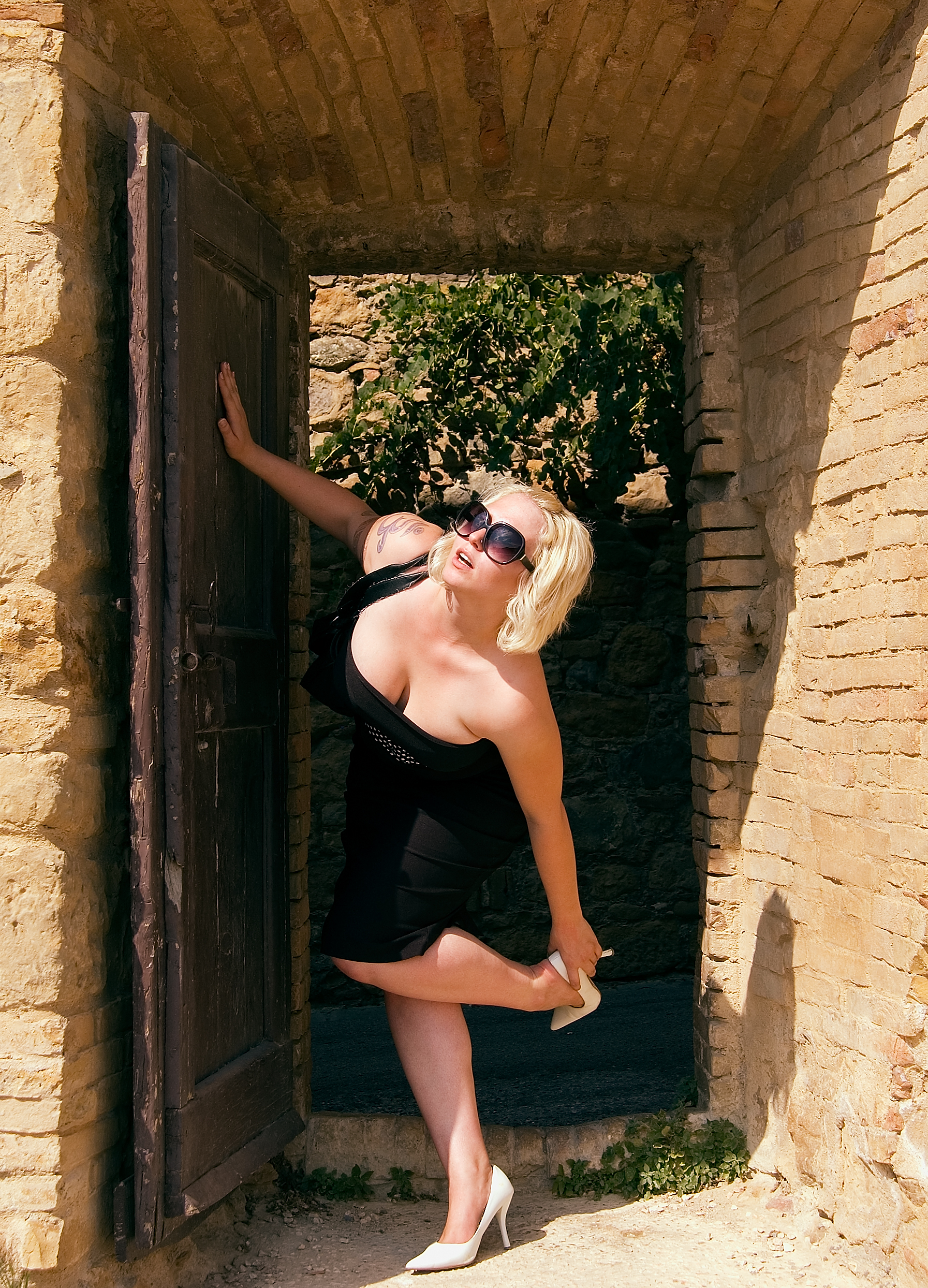
Zapatos lucidos por Alexandra Keenan-Krilevich, muy parecidos a los dibujados por Mr. X para Got-Gal.

Uno de los atractivos es el propio dibujo, el colorido y la renderización del mismo. El artista trabaja con múltiples texturas y los actos humanos siguen un estilo realista -pinta muy pocas o ninguna línea de movimiento-. Asimismo, se aprecia una evolución desde los primeros trabajos, en los que abundan los planos medios y generales, a los últimos, donde aparecen primeros planos y planos detalle. De la misma forma, también se nota un cambio en la estructura y técnica narrativa, pasando de ser más un cómic, con diferentes viñetas en la misma imagen, a un webcomic, con un predominio de una imagen por página o archivo, pese a no renunciar al estilo viñeteado. Con todo, los errores básicos referidos por expertos, como "silencio", "hipervelocidad", "encuadre" o "de cháchara" son muy escasos o inexistentes.
Como se ha indicado, el estilo realista es el imperante, hasta el punto de ofrecer en ocasiones el autor dos versiones, una con aparición de fluidos corporales y otra sin ellos. Una diferencia más frente a otros webcomic pornográficos con aparición de líquidos, como puede ser la saga de Metrobay Chronicles, con un volumen mucho menor por su carácter más preciosista. De la misma forma, las imágenes son explícitas, muy alejadas de los estilos sugerentes como los de Horacio Altunes.
Según los expertos este tipo de personajes obtienen su poder de seducción de cinco facetas diferentes:
- Para Remedios Morales, la sensualidad de personaje como Got-Gal puede residir en el atractivo que representan para los hombres toda mujer revestida de cierta jerarquía.[85] En este aspecto Tanya O'Donnel posee un atractivo doble: es la jefa y la cara visible de los informativos, con poder sobre su equipo, además del inherente que otorgado cualquier medio de comunicación.[n. 13] En segundo lugar, formar parte del selecto grupo de superheroínas, personas con unos cuerpos y unas capacidades que las hace inalcanzables "para el común de los mortales".
- Otro atractivo proviene de su cuerpo, con una figura rozando lo imposible. Got-Gal es delgada, con piernas largas y casi nula grasa, pero el busto más desarrollado de todas las mujeres renderizadas por el artista.[n. 14] De la misma forma, es muy alta, más de 1,80 metros, y con unas medidas proporcionadas, salvo por el pecho, de 44GG-25-39, ya con 32 años. Constituye un ejemplo de la línea Big Boobs, en boga desde mediados de los años 1940 del siglo XX.[86]
- También contribuye a su atractivo el atuendo. Un reducido bikini luciendo el comentado tanga y cierto toque fetichista, con el mencionado collar de sumisión y zapatos blancos o azules, pero siempre con tacón alto.[87]
- Un factor más lo constituyen las relaciones sexuales a las que se ve forzada. Los actos son esencialmente felaciones y coitos, pero siempre violentos, algo característico a buena parte del mundo pornográfico.[88] Las distintas obras presentan a una mujer poderosa y fuerte derrotada y forzada, incluso realizando comportamientos maternales, como el citado ordeño, embarazo forzado y parto, este último unido al siguiente punto. Sin embargo, el autor hace hincapié, desde la página de inicio de su sitio web gratuito, en que su obra no trata de ser un ejemplo de violencia contra la mujer ni explotación del sexo femenino, simplemente una fantasía sexual.[5]
- Un de los puntos más morbosos puede ser la presencia de los insectoides e inseminoides que la fuerzan sexualmente y salen de su vientre. Como se ha dicho, pueden parecerse a plantas con tentáculos, anfibios, gusanos gigantes, arácnidos, insectos... Estos tres últimos aportan una carga de repulsión extra en el ser humano por medio de fobias instintivas, producto de la evolución que los identifica como peligrosos.[89]

## Relaciones sexuales de Got-Gal
Según el estudio de Castellanos Llanos (2011, p. 56 y siguientes), personajes como Got-Gal se apartarían de las convenciones pornográficas. Por una parte, no disfruta en ningún momento de los actos sexuales que la practican o la obligan a practicar, todo lo contrario. Por otra, cuando pare lo hace con un sufrimiento descrito como "una violación de adentro hacia afuera", aunque a veces resulta placentero, con resultado de orgasmo incluso. Por tanto, es un personaje atípico en dos aspecto:

### Actitud sexual
Resulta muy común en el género pornográfico encontrar a mujeres adoptando papeles satiristas, como si padecieran un celo desenfrenado, en lugar del llamado "celo oculto", ejemplos podemos ver la saga Lady Ardor  o La Amante De Fransextein. En el último caso, entre otros muchos, pueden verse como la mujer es violada, pero termina disfrutando de dicha vejación. En esa misma línea, las protagonistas muestran una fascinación desinhibidora por grandes órganos masculinos y un placer al ser penetradas por dichos órganos; siguiendo el deseo masculino, según Pilar Muñoz, de rendir a las mujeres por lo destacado de sus atributos. Got-Gal se aparta de dicha línea al no sentir nada parecido. Pese a masturbarse cuando está en su domicilio, Got-Gal no expresa ningún deseo especial por cualquiera que sea el órgano de su enemigo y cuanto más grandes más sufrimiento la provoca, no más placer. De la misma manera, sus copulaciones no son deseadas ni toleradas en ningún momento. Estos comportamientos contribuyen a dotarla de un carácter más parecido a lo habitual en las mujeres, pese a todas sus supercualidades, separándose de comportamientos más habituales del mundo pornográfico y menos del real, como las distintas protagonistas de Rocking Girls. Disfruta con fantasías sexuales en las que resulta derrotada y violada, pero esas actuaciones la desagradan cuando le suceden en el mundo físico y tampoco las desea para sus allegadas, siguiendo una línea repetida por expertos como la nombrada Gabriela Castellanos Llanos (2011, p. 59) según la cual una mujer no desea ser violada, por muchas fantasías parecidas que tenga. Got-Gal trata de zafarse, incluso de un acto placenteros para ella como es dar leche, al contrario que otras obras donde la mujer busca y disfruta con personajes toscos y violentos, un caso sería Holly de Royal Gentlemen Club.
Por todo, el personaje de Tanya O'Donnel vuelve a presentar actitudes sexuales que se apartan de lo común en el género pornográfico, según las líneas marcadas por Gabriela Castellanos Llanos (2011) y Pilar Muñoz. Separación que no es tal en su faceta de superheroína, pues su opción vital de jugarse la vida y la integridad física en defensa de los demás, como es habitual en las distintas series de Marvel y DC, no así en la vida real. En el mundo de los superhéroes, las protagonistas son igual de osadas que los hombres; pero en el mundo real esto cambia, en opinión de autores como Remedios Morales, y son menos propensas que los varones a la hora de asumir riesgos, También interviene la postura de Aguilera y Díaz (1989, p. 35) que las historias de superhéroes son el fondo versiones actualizadas de los mitos sobre diosas y dioses guerreros, por lo tanto, no necesariamente con un comportamiento idéntico al humano. A su vez, las historias pornográficas de dichos superhéroes no dejan de ser parodiados, cuanto más famosos un personaje más parodiado será, afirman Álvarez et al. (2003, p. 148), por lo que adoptan comportamientos similares a los de su fuente de inspiración.

### Opción sexual

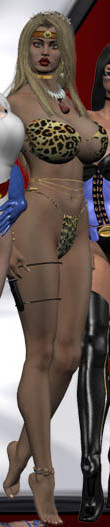
Got-Gal no tiene una opción sexual definida como sí otras heroínas de Mr. X. Jungle Babe, en la imagen, es lesbiana.

Como en otras heroínas del mismo autor, no está clara la preferencia de la protagonista en lo que al sexo se refiere. Existen datos que indican una opción y otros que muestran otra. Un fenómeno poco usual en la historieta estadounidense alternativa, donde no suele haber término medio:
- Posibilidad heteroxesual: como se ha indicado ya, Tanya se masturba con fantasías sexuales donde pide que la penetren. Esto se aprecia desde su primera novela,[1] lo cual sugiere una posible orientación heterosexual. Pero, como se ha dicho, las fantasías no indican necesariamente deseos, incluso puede ser lo contrario, como enfatiza la citada Castellanos Llanos.[88] Así mismo, la fantasía sexual con tintes violentos es relativamente común tanto en la ficción, ya sea pornográfica, de novela "romance", es decir, la escrita para mujeres,[88] o en la más tradicional;[104] como en la realidad.[105] Por otra parte, varios autores indican que la escena de masturbación en la cama es un tópico muy común en este género.[106]

- Posibilidad lésbica: por contra, en un momento dado, Ms. Americana se acerca para examinar uno de sus pechos recién ordeñado por una inseminoide y Got-Gal la pide que siga masajeándola mientras la reconoce haber admirado siempre sus atributos.[38] Sin embargo, en ningún momento mantiene una escena lésbica con otra heroína, como si las tiene Sara Kraft con Jungle Babe o Ms. Americana con Omega Woman, en este último caso la primera con las facultades mentales disminuidas. Ambigüedad esta poco usual, como se ha dicho, en los relatos gráficos estadounidenses.[106] Más aún en el caso de las lesbianas, quienes no pierden tiempo y mantienen relaciones sexuales con mujeres casi desconocidas a la primera ocasión, nuevamente al revés de lo demostrado por la vida real,[107] sería el caso de Hexiss,[108] de Dolly [109] o de Susan con Lady Ardor.[93] Por contra, Got-Gal no muestra ningún interés sexual por sus compañeras, ni se aprovecha de su adlátere, incluso estando en la privacidad del domicilio,[110] como sí hacen la citada Hexiss Hellfawn.[108]

Por todo ello, el autor no ha optado por conferirle a Tanya O'Donnel un opción sexual clara, ya sea heterosexual, lésbica o bisexual. Como sí ha sido el caso de Jungel Babe (lesbiana), Specter Girl (heterosexual) o incluso Sara Kraft, quien dice sentir una gran atracción por los pechos de Jungle Babe y se presta rápidamente a realizar un 69 con ella. Tampoco Got-Gal es el único casos, Ms. Americana y Omega Woman presentan comportamientos que pueden interpretarse hacia un sentido y hacia otro.

## Críticas a personajes como Got-Gal
Las mayores críticas a este tipo de personajes en particular y a la pornografía en general provienen de autoras feministas como Andrea Dworkin y Catharine MacKinnon. Esta línea de pensamiento postula que,  publicaciones como Rocking Girls, pueden generar la idea de:

Las mujeres desean la crueldad y ser desposeídas... atadas, golpeadas, humilladas y asesinadas; o, simplemente, quieren ser tomadas y usadas
Castellanos Llanos (2011, p. 56 recogiendo un escrito de Dworkin y MacKinnon).

 Así, personajes como Betty Smith  o Kelly, más que Got-Gal, muestran placer al ser golpeadas y usadas. Estas dos autoras han trabajado y consiguieron que varios estados de los Estados Unidos y Canadá aprobaran leyes contra las obras pornográficas de todos los tipos, películas, revistas o novelas, incluso han llegado a censurar obras de dichas autoras por los mismos motivos. Castellanos Llanos afirma que puede consultarse una gran literatura sobre la pornografía y las prácticas violentas contra la mujer, pero no se ha podido demostrar una relación entre consumo de pornografía y aumento de agresiones.
Pero a la línea de opinión y el movimiento feminista teorizada por las mencionadas Dworkin y MacKinnon, que tomó fuerza desde los años 90, ya existían críticas. En los años 50 Simone de Beaovuir en ¿Tenemos que quemar a Sade? manifestaba su oposición a censurar la violencia contra la mujer en la pornografía, pues solo fomentaba la hipocresía social, al no mostrar prácticas que se realizaban y se realizan cotidianamente por más que se oculte.
Otra oposición a la censura de las representaciones sexuales violentas la formuló Gayle Robin y ha sido apoyada por una parte del movimiento feminista lésbico. Esta línea de pensamiento afirman que cierto tipo de pornografía y prácticas como el BDSM separan a la mujer del rol orientado únicamente a la procreación, lo que las convierte en prácticas contra-culturales, por lo tanto aportarían un componente liberador a su vez.
Incluso autores que defienden la necesidad de desincentivar la pornografía con representaciones de actos violentos hacia el sexo femenino, reconocen el atractivo que los hombres violento tienen para las féminas. Según ellos, incluso en las novelas escritas para mujeres, los hombres protagonistas son rudos e incluso brutales, pese a conseguir las muchachas dulcificar paulatinamente dichos hábitos. Tendencia esta tendencia, la de admirar y desear hombres violentos, constatada también en la vida real, donde un cierto tipo de mujeres llegan a enamorarse "de auténticos canallas".
Respecto a la fuerza de personalidad que muestra o pretenden mostrar personajes como Got-Gal u Omegan Woman, psicólogas como Pilar Muñoz afirman que no representan personajes de hierro, sino simplemente "son basura", ensalzada por una sociedad que ha perdido parte de sus valores.